# Per tutta la vita
Per tutta la vita es el 3° sencillo de Noemi del álbum Sulla mia pelle (Deluxe Edition).

## La canción
Per tutta la vita fue escrito por Diego Calvetti y Marco Cappelli; es el 3° sencillo de Noemi. Per tutta la vita es una canción de 60.º Festival de la Canción de San Remo; se publicó 17 de febrero de 2010. La canción fue incluida en el álbum Sulla mia pelle (Deluxe Edition) publicado  el 17 de febrero de 2010. El sencillo fue certificado platino, excede 30.000 copias.

### Festival di Sanremo 2010:Per tutta la vita
El 18 de diciembre de 2009 se anunció la participación de Noemí en el 60.º Festival de la Canción de San Remo, en la categoría "Artistas" con la canción Per tutta la vita. En la cuarta noche del Festival los artistas han realizado sus canciones en duetos con otros artistas, Noemi se ha unido Kataklò, un grupo de bailarines. Noemi está finalista clasificada pero no en los tres primeros. Su exclusión de la final, provocó el descontento de la opinión pública y la reacción de la orquesta que, en un gesto de decepción, ha arrugado en el escenario y lanzó las puntuaciones. De hecho Noemi resultó ser la artista que ha vendido más. El sencillo debutó en primera posición de clasificación FIMI, esta posición es ocupada incluso un mes de diferencia. La canción fue certificada disco de platino.

## Versiones
| N.º | Título              | Letras                           | Música         | Duración |  |
| 1.  | «Per tutta la vita» | Diego Calvetti y Marco Ciappelli | Diego Calvetti | 3:14     |  |

## El videoclip
El video musical producido para Per tutta la vita está dirigido por Gaetano Morbioli. El video fue lanzado el 17 de febrero de 2010 y tiene una duración de 3 min : 22 s.

## Clasificación
| Clasificación (2010)       | Posición más alta |
| -------------------------- | ----------------- |
| Italian FIMI Singles Chart | 1                 |
| Euro Top 200               | 42                |
| Itunes                     | 1                 |
| Musica & Dischi            | 1                 |
| Dada                       | 1                 |
| Airplay Italia             | 1                 |

### ClasificaciónFIMI
| Posición | 1     | 3     | 2     | 1     | 2     | 8     |
| Notes    | [ 1 ] | [ 2 ] | [ 3 ] | [ 4 ] | [ 5 ] | [ 6 ] |